# La Orilla, Michoacán de Ocampo
La Orilla är en ort i Mexiko.   Den ligger i kommunen Lázaro Cárdenas och delstaten Michoacán de Ocampo, i den södra delen av landet, 400 km väster om huvudstaden Mexico City. La Orilla ligger 23 meter över havet och antalet invånare är 20 126.
Terrängen runt La Orilla är huvudsakligen platt, men åt nordväst är den kuperad. Terrängen runt La Orilla sluttar söderut. Runt La Orilla är det ganska tätbefolkat, med 134 invånare per kvadratkilometer. Närmaste större samhälle är Lázaro Cárdenas, 2,9 km söder om La Orilla. Omgivningarna runt La Orilla är en mosaik av jordbruksmark och naturlig växtlighet.